# Jesper Tørring
Jesper Tørring (27 settembre 1947) è un ex altista, lunghista e ostacolista danese.

## Palmarès

### Europei
- 1 medaglia:
  - 1 oro (Roma 1974 nel salto in alto)